# Sillans
Sillans é uma comuna francesa na região administrativa de Auvérnia-Ródano-Alpes, no departamento de Isère. Estende-se por uma área de 12,61 km². Em 2010 a comuna tinha 1 967 habitantes (densidade: 156 hab./km²).